# チョコレートグレイビー

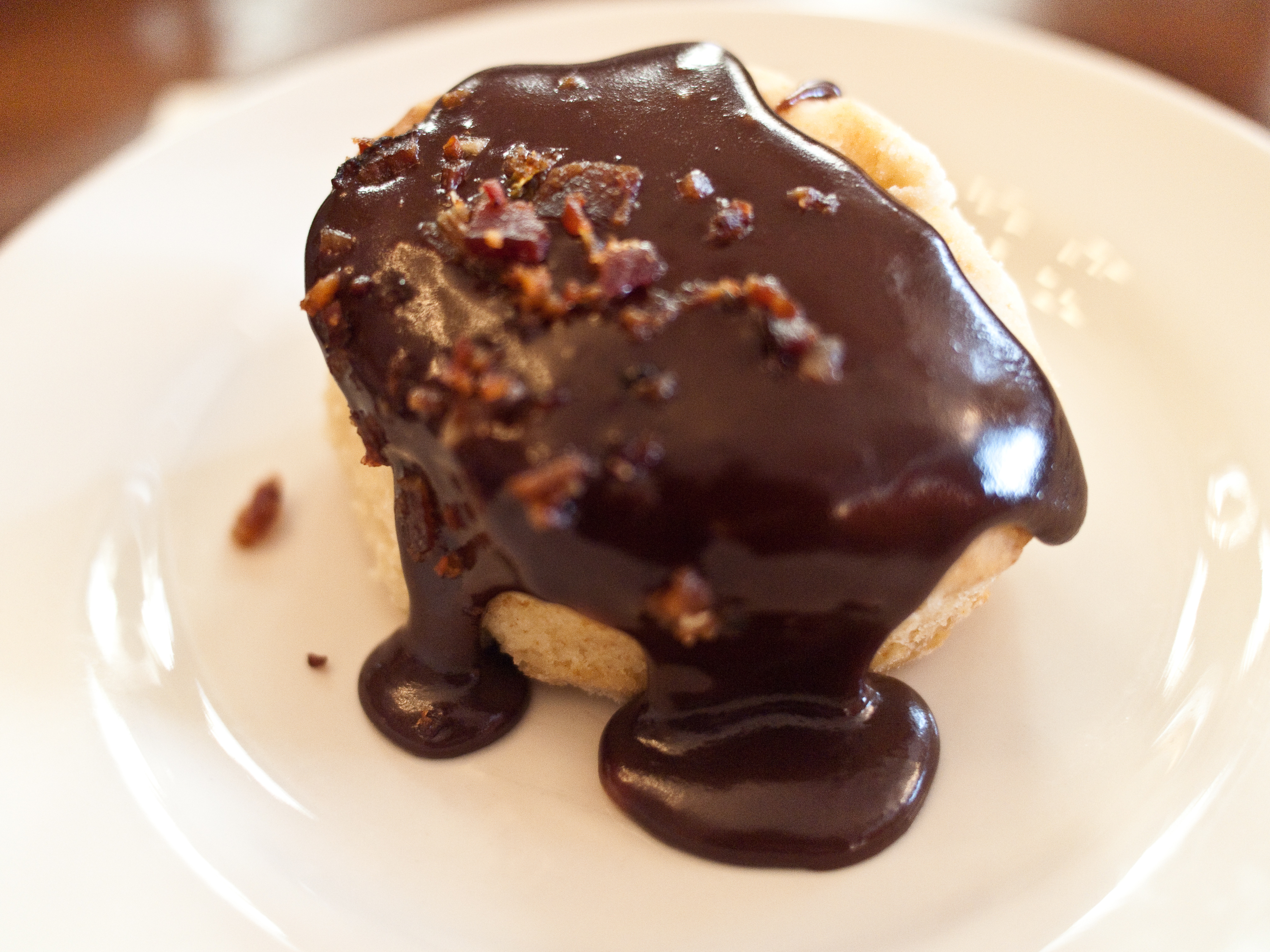
ベーコン、ココア、牛乳から作ったグレイビーをバターミルクビスケットにかけたもの

チョコレートグレイビー（英語: chocolate gravy）は、ココアパウダー、砂糖、バター、小麦粉で作るグレイビーソースの1種で、アパラチア山脈地域の伝統料理である。オザーク高原及びアパラチア山脈地域で、ビスケットとともに日曜日の朝食に食べられることが多い。

## 歴史
チョコレートグレイビーの起源は分かっていない。The Oxford Encyclopedia of Food and Drink in Americaでは、メランジョンの伝統料理とされている。スペイン領ルイジアナとテネシー渓谷の間の貿易を通じて伝わったメキシコにおけるチョコレートの料理への利用に関連していると考えられている。Fred Saucemanは、アメリカ合衆国でハーシーズのココアパウダーが人気となった、より最近の時期に発展したと提唱している。

## 作り方
典型的なレシピでは、牛乳、砂糖、ココアパウダー、小麦粉と、バターやラード、ベーコンの油等の脂肪分から作られる。液体状にするために、牛乳を使うことが多いが、水を用いるレシピもある。オクラホマ州東部のレシピでは、より多くの砂糖を使い、バターは完成した後に加える。出来上がったものはチョコレートプリンと似て、ビスケットの上にかけられる。伝統的なグレイビーソースでは、牛乳を加える前に、脂肪分と小麦粉でルーを作る。固形分の材料を全て最初に混ぜ、牛乳を少しづつ注ぎ、その後、かき混ぜて加熱する。濃厚なソース状になったら、バターとバニラを加える。砕いたベーコン等のその他の材料は、調理の最終段階で加える。